# Liga Popular Sueca en las Provincias del Mar Báltico
El Liga Popular Sueca en las Provincias del Mar Báltico (en estonio: Rootsi Rahvaliit; en sueco: Svenska Folkförbundet i Östersjöprovinserna) fue un partido político de Estonia que representaba a la minoría de los suecos estonios.

## Historia
El partido se fundó en 1917 y comenzó a publicar el periódico Kustbon al año siguiente. En marzo de 1919, el partido celebró su congreso.
Debido al reducido tamaño de la minoría sueca, el partido no logró tener impacto presentándose en solitario. En las elecciones de 1929, formó una alianza con el Partido Balto-Alemán, lo que resultó en un aumento del 20 % en su porcentaje de votos. En aquel momento, el partido estaba dirigido por Hans Pöhl, exmiembro del Partido Popular Cristiano. Tras el fallecimiento de Pöhl en 1930, Mathias Westerblom asumió la dirección del partido.
El partido tenía sus oficinas en Rüütli 9, Tallin, junto a la parroquia sueca de San Miguel y la escuela de lengua sueca.
En 1935, la publicación Kustbon fue prohibida, ya que las organizaciones políticas ya no podían publicar publicaciones. En su lugar, se fundó Nya Kustbon, una publicación no partidista.

## Ideología
Los objetivos básicos del partido eran: un ministerio para los suecos estonios y una cuota garantizada de escaños parlamentarios. También exigieron autonomía cultural con escuelas independientes pero financieramente iguales, el sueco como lengua de instrucción en las universidades estatales, en la administración y en los casos judiciales que afectaron a las comunidades estonio suecas.

## Resultados electorales
Los resultados electorales antes de su disolución fueron los siguientes:
| Elección | Votos  | %    | Escaños | +/–         | Posición | Coalición                   |
| -------- | ------ | ---- | ------- | ----------- | -------- | --------------------------- |
| 1929     | 16.235 | 3,21 | 3/100   | 1           | 8.º      | Con el Partido Balto-Alemán |
| 1932     | 15.527 | 3,10 | 3/100   | Sin cambios | 6.º      | Con el Partido Balto-Alemán |